# 卡武達雷

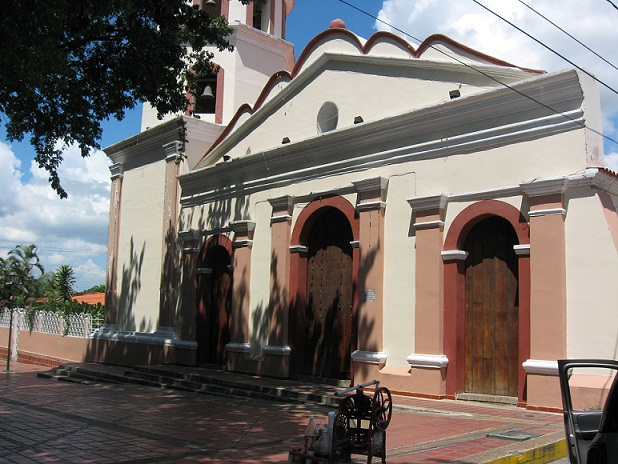

卡武達雷是委內瑞拉的城市，由拉臘州負責管轄，位於該國西北部，距離首府巴基西梅托15公里，始建於1780年，面積440平方公里，海拔高度400米，2001年人口普查數為119,671人。

## 外部連結
- Cabudare information portal in Spanish.